# Cynthia Ní Mhurchú
Cynthia Ní Mhurchú (Carlow, Irlanda, 1966) es una abogada, profesora, presentadora de televisión, locutora de radio y columnista irlandesa.

## Biografía
Nacida en la ciudad irlandesa de Carlow en el año 1966.
Años más tarde trabajó como profesora de la lengua irlandesa en la escuela de idiomas Gaelscoil Eoghain Uí Thuairisc de su ciudad natal.
Posteriormente se licenció en derecho, y estuvo ejerciendo como abogada durante un periodo de seis años. Luego se dedicó a trabajar en medios de comunicación como presentadora de televisión en la RTÉ One, como locutora de radio en la emisora RTÉ Raidió na Gaeltachta y durante un tiempo trabajó como freelance.
Copresentó junto al periodista irlandés Gerry Ryan la XXXIX edición del Festival de la Canción de Eurovisión 1994, celebrado el día 30 de abril de ese año, en el anfiteatro The O2 de la ciudad de Dublín.
Años más tarde comenzó a ser columnista en la web llamada Webzine Cumasc durante varios años y en el año 2005 volvió a trabajar como abogada y ha escrito diferentes libros sobre su profesión.
Actualmente reside en su ciudad natal, está casada y tiene dos hijos.